# Hydroporus apenninus
Hydroporus apenninus är en skalbaggsart som beskrevs av Pederzani och Rocchi 2005. Hydroporus apenninus ingår i släktet Hydroporus och familjen dykare. Inga underarter finns listade i Catalogue of Life.